# Malcolm David Kelley

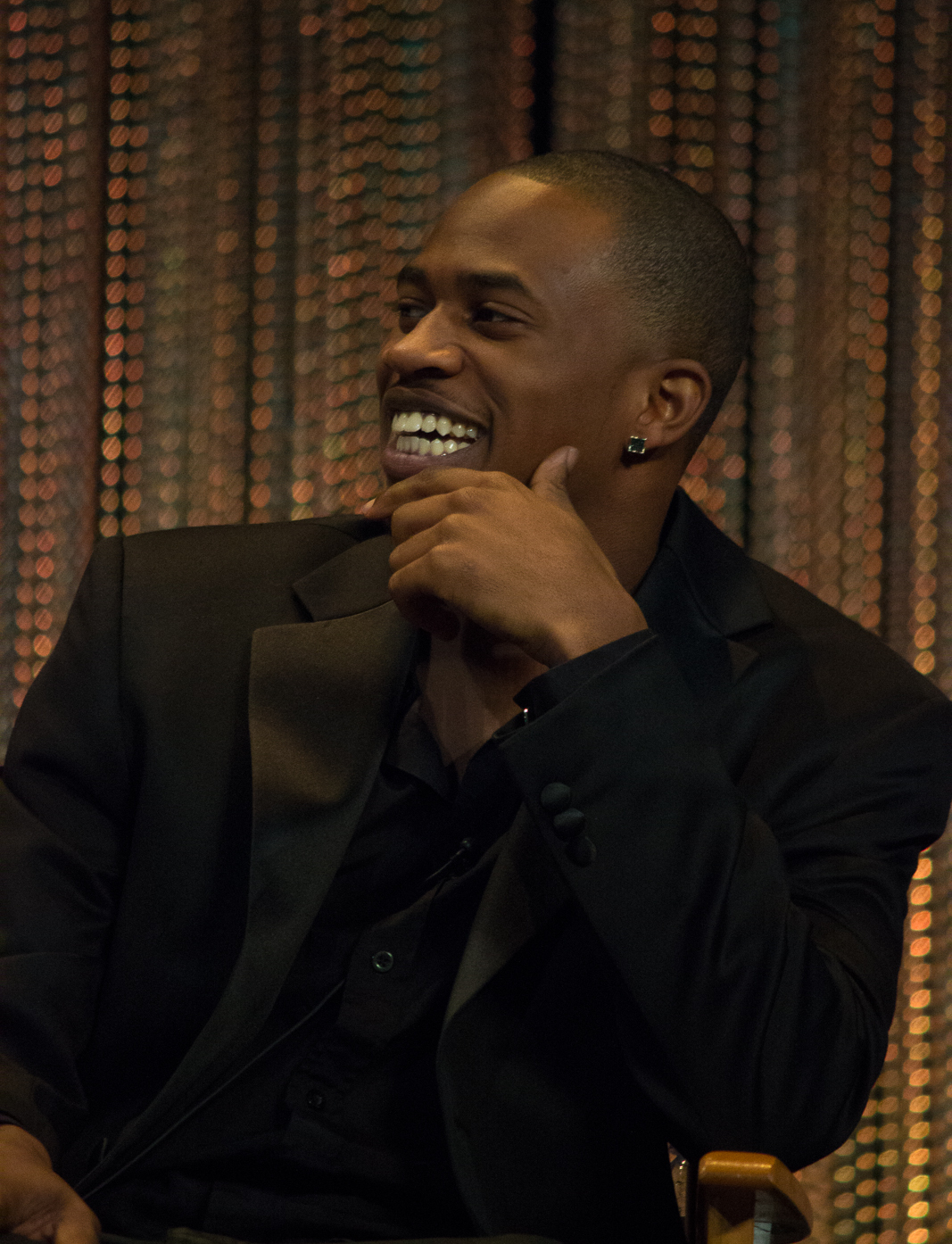
Malcolm David Kelley (2014)

Malcolm David Kelley (* 12. Mai 1992 in Bellflower, Kalifornien) ist ein US-amerikanischer Schauspieler und Sänger.
In Mitteleuropa ist er durch seine Rolle als Walt in der US-Fernsehserie Lost bekannt geworden. Von 2004 bis 2005 gehörte er zur Hauptbesetzung, danach absolvierte er nur noch einige Gastauftritte.
Seit 2012 bildet Kelley zusammen mit Tony Oller das Pop-Duo MKTO.

## Filmografie
- 2001: Malcolm mittendrin (Malcolm in the Middle, Fernsehserie, Episode 3x04)
- 2002: Girlfriends (Fernsehserie, Episode 2x12)
- 2002: Für alle Fälle Amy (Judging Amy, Fernsehserie, Episode 3x23)
- 2002: Antwone Fisher
- 2004: Street Style (You Got Served)
- 2004–2009: Lost (Fernsehserie, 32 Episoden)
- 2006: Law & Order: New York (Fernsehserie, Episode 7x12)
- 2006: My Name Is Earl (Fernsehserie, Episode 1x20)
- 2007–2010: Saving Grace (Fernsehserie, 4 Episoden)
- 2010–2011: Gigantic (Fernsehserie, 18 Episoden)
- 2011: The Closer (Fernsehserie, Episode 7x11)
- 2014: Die Thundermans (The Thundermans, Fernsehserie, Episode 6x02)
- 2015: Bones – Die Knochenjägerin (Bones, Fernsehserie, Episode 11x05)
- 2017: Detroit
- 2017: Blindspot (Fernsehserie, Episode 3x06)
- 2020: Deputy – Einsatz Los Angeles (Deputy, Fernsehserie, Episode 1x05)